# ジャック・モイヤー
ジャック・モイヤー（Jack T. Moyer、1929年3月7日 - 2004年1月10日）は、アメリカ合衆国カンザス州出身の海洋生物学者であり、児童への性的虐待の加害者として知られる。日本の三宅島に長年住み、アメリカ空軍の科学者として活動した後、アメリカンスクール・イン・ジャパン（ASIJ）の教師となった。2004年に自殺したが、その後、ASIJ在職中に生徒たちに対して性的虐待を行っていたという複数の告発が明らかになった。

## 来歴
1929年3月7日、アメリカ合衆国カンザス州で生まれた。
コルゲート大学在学中の1948年に、朝鮮戦争で徴兵されて日本に駐在する。当時アメリカ軍が爆撃を訓練する三宅島に近い大野原島（通称：三本岳）で希少種カンムリウミスズメが生息することを、ハリー・S・トルーマン大統領の側近へ手紙で訴えて訓練を阻止させた。
1954年にアメリカへ戻りコルゲート大学を卒業後、1957年に三宅島へ中学校の英語教師として赴任し、永住してアカコッコや海洋生物などの生態を研究する。
クマノミの性転換や三宅島に生息する魚類の一種ミヤケテグリ（ネズッポ科）などを発見し、ミシガン大学で修士号を取得し、1984年に「魚の繁殖生態」で博士（東京大学）。鳥類学者、海洋生物学者、ナチュラリストとして伊豆諸島の島々を研究し、その独自の生態系を守る必要性を訴えた。また、地元の子供たちのために夏季学校を運営した。
1962年から2000年まで、東京都調布市にあるアメリカンスクール・イン・ジャパン（ASIJ）で教員やコンサルタントとして勤務していた。学校の近くと三宅島の2カ所に住居を構え、教員として科学や日本文化、社会科目を教えるほか、7年生（中学1年生）向けの三宅島での校外学習の企画・運営をしていた。1984年に教員としての勤務を辞して三宅島に移住した後も、コンサルタントとして三宅島での校外学習の運営を続けた。
『Japan Times』に日本の海洋生物についての記事を執筆し、『イルカ通訳入門』や『海と鳥と人間』など複数の著書も出版した。
2000年に三宅島が噴火し、全島避難で東京都北区の都営住宅へ転居した。同時期にフィリピンで営む自然学校の経営が悪化して資金に窮する。その後、東京都から依頼されて島の調査を行い、島の生態系が回復しているとの結論を出した。

## 自死
ジャック・マイヨールについて「自殺は良くないね」と評したが、自身は2004年1月に避難先の東京都北区桐ケ丘一丁目の都営団地の一室で、妻へ謝意を遺書して自死した。

## 児童強姦等長期間性加害
ジャックは1960年代から2000年代までの長期間連続して勤務先のアメリカンスクール・イン・ジャパン (ASIJ) で数十人の女子生徒に性的虐待を加えた。ASIJは1970年代後半、1980年代、1990年など複数回この被害を通告されていたが全く対処しなかった。反省や謝罪を一切表さず性的虐待を反復継続するジャックに対し、2000年に被害女性数人が被害を公表することを通告すると、数日後にジャックは自死した。
業を煮やした被害者女性と卒業生らがジャパンタイムズに性的被害を告発し、同紙は2014年3月に報道。その後に初めてASIJは、全生徒、学校関係者、卒業生らへ事実を認識して謝罪する電子メールを送信した。同年6月4日にASIJ理事会は、1962年頃から2000年頃の期間ASIJと関係があった元教員兼コンサルタントのジャック・モイヤーによる性的虐待被害の申立に関する独立調査、を発表してウェブサイトで公表した。

## CD
- 『PAPA JACK MOYER 地球の子供たちへ TO THE CHILDREN OF THE EARTH -You are the Future-』 - 2000年、ビクターエンタテインメント、ジャズピアニスト佐山雅弘らがサポート。